# Руфино, Альзира
Альзира Руфино (порт. Alzira Rufino, 6 июля 1949, Сантус, Сан-Паулу — 26 апреля 2023, Сантус, Сан-Паулу) — бразильская феминистка и активистка, связанная с Движением чернокожих и Движением чернокожих женщин. Руфино — основатель Casa de Cultura da Mulher Negra (Дом культуры чернокожих женщин), первого в стране центра чернокожих женщин.

## Биография
Родилась 6 июля 1949 года в Сантусе, штат Сан-Паулу, в семье с низким доходом и с детства работала. В юности она получила свою первую литературную премию. В 19 лет она начала изучать медицину, позже окончила школу медсестёр.
В 2005 году она была одной из 52 бразильских женщин, номинированных в рамках проекта «1000 женщин» на Нобелевскую премию мира 2005 года.
Руфино была лидером афро-бразильской литературы и культурного движения. В 1990 году она основала «Casa de Cultura da Mulher Negra» (Дом культуры чернокожих женщин), первый в стране центр чернокожих женщин.
Умерла 26 апреля 2023 года в возрасте 73 лет в Сантусе.

## Избранные произведения
- Violência Doméstica e Racial[5]
- Direitos Humanos das Mulheres Negras[6]
- Educação Anti-racista[7]
- Comunicação[8]
- Cultura Afro-brasileira[9]